# Kazimierz Kuczała
Kazimierz Kuczała (ur. 17 stycznia 1890 w Ropicy Polskiej, zm. 1964) – kapitan piechoty Wojska Polskiego.

## Życiorys
Urodził się 17 stycznia 1890 w Ropicy Polskiej, w ówczesnym powiecie gorlickim Królestwa Galicji i Lodomerii, w rodzinie Stanisława.
W czasie I wojny światowej walczył w szeregach cesarsko-królewskiej Obronie Krajowej. Jego oddziałem macierzystym był Pułk Strzelców Nr 32. Na stopień podporucznika został mianowany ze starszeństwem z 1 listopada 1917 w korpusie oficerów rezerwy.
Służył w 2 Pułku Strzelców Podhalańskich w Sanoku. 3 maja 1922 został zweryfikowany w stopniu kapitana ze starszeństwem z 1 czerwca 1919 i 1279. lokatą w korpusie oficerów piechoty. W 1921 był przydzielony z 2 psp do Dowództwa 1 Brygady Górskiej, a w latach 1922–1926 przydzielony do Powiatowej Komendy Uzupełnień Nowy Sącz na stanowisko oficera instrukcyjnego. W marcu 1926 został przeniesiony do 1 Pułku Strzelców Podhalańskich w Nowym Sączu. Z dniem 15 września 1932 został przeniesiony do PKU Nowy Sącz na stanowisko kierownika II referatu poborowego. Z dniem 1 maja 1934 został oddany do dyspozycji Ministra Komunikacji, a z dniem 31 października tego przeniesiony do rezerwy, z równoczesnym przeniesieniem w rezerwie do Oficerskiej Kadry Okręgowej Nr V.
W latach 1951–1956 był poddany kontroli operacyjnej przez funkcjonariuszy Wojewódzkiego Urzędu do spraw Bezpieczeństwa Publicznego w Krakowie.

## Ordery i odznaczenia
- Krzyż Walecznych (czterokrotnie)[14]
- Srebrny Krzyż Zasługi (10 listopada 1928)[15][14]